# Guns Akimbo
Guns Akimbo é um filme de ação e comédia, escrito e dirigido por Jason Lei Howden, estrelado por Daniel Radcliffe. Com lançamento previsto para 28 de fevereiro de 2020 nos Estados Unidos. O filme teve sua primeira exibição no Festival de Toronto de 2019.

## Sinopse
A existência nerd de Miles (Daniel Radcliffe) como desenvolvedor de videogames dá uma guinada dramática quando, inadvertidamente, é pego como o próximo participante do SKIZM, um jogo de uma gangue que transmite ao vivo partidas da morte na vida real. Enquanto Miles tenta fugir de tudo, isso não o ajuda a sobreviver a Nix (Samara Weaving) sua rival no jogo, uma assassina campeã do jogo.

## Produção
No dia 28 de maio de 2018 foram divulgadas através de vazamento as primeiras imagens do set de filmagens do filme onde mostra o ator Daniel Radcliffe com armas na mão, a imagem acabou viralizando na internet como meme.
No dia 4 de agosto, a primeira imagem oficial do filme foi divulgada, que mostra a mesma cena de imagens vazada anteriormente.
No dia 16 de janeiro de 2020, foi divulgado o primeiro trailer oficial do filme.

## Recepção

### Critica
Guns Akimbo teve recepções mistas por parte da crítica especializada. No Rotten Tomatoes, o filme recebeu uma aprovação de 64%, com base em 22 avaliações, com uma classificação média de 6.6/10. No site Metacritic, o filme tem uma nota de 43 em 100, com base em 4 críticos. No IMDb, reservado para a avaliação do público, o filme tem uma nota 7.5/10 baseado em 706 usuários.